# Jägersauce
Die Jägersauce (Sauce chasseur) ist eine kräftige Pilzsauce der klassischen Küche. Serviert wird sie zu gebratenem Rindfleisch, Wild oder Schnitzel.

## Zubereitung
Zur Zubereitung werden Champignons und Schalotten in Butter sautiert, mit Weißwein aufgefüllt und reduziert, sodann mit brauner Grundsauce verkocht und mit Butter und Petersilie verfeinert. In einer Variante von Auguste Escoffier finden im Wesentlichen zusätzlich noch Cognac und Tomatensauce Verwendung.

## Varianten, Industrieprodukte
Als weitere Variante wird Jägersauce auch mit Sahne zubereitet, wodurch sie eine hellere Farbe und einen abweichenden Geschmack bekommt.
Die Jägersauce ist ähnlich der Zigeunersauce der Allgemeinheit heute meist nur in einer stark vereinfachten bzw. modifizierten Variante bekannt, da sie überwiegend als teil- oder verzehrfertiges industriell hergestelltes Convenienceprodukt an Imbissständen, in Kantinen oder sonstigen einfachen gastronomischen Betrieben zu Schnitzeln, Frikadellen oder Pommes frites angeboten wird.